# الكاهنة ديهيا
ديهيا أو الكاهنة (بالأمازيغية : ⴷⵉⵀⵢⴰ) (585–712 م)، المشهورة بلقب كاهنة البربر، قائدة بربرية خلفت الملك كسيلة في حكم البربر وحكمت شمال أفريقيا مدة 35 سنة تشكل مملكتها اليوم جزءاً من المغرب الكبير. كانت مدينة ماسكولا (خنشلة حاليا) في الأوراس الجزائر حاليا هي عاصمة مملكتها، وقد دانت على ما يبدو باليهودية.
في عام 2001 م، نُصِبَ تمثالٌ للكاهنة في متنزه بِرْسِي في باريس بصفته يمثل الجزائرَ ضمن مجموعة من التماثيل المشاركة في معرض «أطفال العالم» (Les Enfants du Mond). وفي مدينة بغاي الجزائرية، وربما تفاعلا مع العمل الباريسي، نصب تمثال للكاهنة في عام 2003.

## سيرتها
قادت ديهيا عدة حملات ومعارك ضد الرومان والعرب والبيزنطيين لإستعادة السيطرة على مملكتها أواخر القرن السادس ميلادي شاع إسمها عند المسلمين وأصبحت إمراة شجاعة يحترمونها وصارت رمزا من رموز الذكاء والتضحية الوطنية وورد ذكرها عند الكثير من المؤرخين المسلمين، تمكنت من استعادة معظم أراضي مملكتها بما فيها مدينة خنشلة بعد أن هزمت الرومان هزيمة شنيعة وتمكنت من توحيد أهم القبائل البربرية حولها خلال زحف جيوش الفاتحين المسلمين واستطاعت ديهيا أن تهزم جيش القائد حسان بن النعمان عام 693 م وطاردتهم إلى أن أخرجتهم من تونس الحالية وطرابلس إلى منطقة تسمى اليوم بقصور حسان في سرت وانتهى حسّان إلى برقة فأقام بها حتى جاءه المدد من عبد الملك. وما إن سمعت بتقدم جيش حسان حتى بادرت بتحرير مدينة خنشلة من الاحتلال الروماني وطردت منها الروم ثم هدمت حصونها لكي لا يحتمي بها جيش حسان.
وكان اللقاء بوادي مسكيانة وانتهت الحرب بتراجع حسان. وبعد هذا تراجع حسان إلى برقة وسيطرت الكاهنة ديهيا على المغرب كله بعد حسان خمس سنين، فلما رأت إبطاء العرب عنها، قالت للبربر «إن العرب إنما يطلبون من إفريقية المدائن والذهب والفضة، ونحن إنما نريد منها المزارع والمراعي، فلا نرى لكم إلا خراب بلاد إفريقية كلها، حتى ييأسَ منها العربُ، فلا يكون لهم رجوعٌ إليها إلى آخر الدهر.» فوجَّهت قومها إلى كّل ناحية: يقطعونَ الشجرَ، ويهدمونَ الحُصونَ، فذكروا ان إفريقية كانت ظِلاً واحدًا من أطرابلس إلى طنجة، وقُرىً متَّصلةً، ومدائن منتظمةً، حتى لم يكن في أقاليم الدنيا أكثر خيرات، ولا أوصل بركات، ولا أكثر مدائن وحصونا من إقليم إفريقية والمغرب، مسيرة الفي ميل في مثله. فخرَّبت الكاهنة ذلك كله وخرج يومئذ من النصارى والأفارقة خَلْقٌ كثيرٌ، مستغيثين مما نزل بهم من الكاهنة، فتفرقوا على الأندلس وسائر الجزر البحرية.
بعد خمس سنوات من تراجع حسان أمام ديهيا، كتب إلى الخليفة الأموي عبد الملك بن مروان بالواقعة يشرح من خلالها عن أسباب تراجعه الفعلية أمام أهل الأوراس وقد قال:
تراجعت سيطرت الكاهنة ديهيا على شمال أفريقيا لمدة خمس سنوات وتشكل مملكتها اليوم جزء من الجزائر وتونس والمغرب وليبيا وكانت الكاهنة، لما أسرت ثمانين رجلا من أصحاب حسان، احسنت اليهم، وأرسلت بهم إلى حسان، وحبست عندها خالد بن يزيد. فقالت له يوما «ما رأيت في الرجال أجمل منك، ولا اشجع، وانا أريد أن أرضعك، فتكون أخا لولديَّ -وكان لها ابنان أحدهما بربري، والاخر يوناني- نحن جماعة البربر لنا رضاعٌ: إذا فعلناه، نتوارثُ به.» فعمدت إلى دقيق الشعير فَلَثَّتْهُ بزيتٍ، وجعلته على ثَدييها، ودعت ولديها، وقالت «كُلا معه على ثديي» ففعلا فقالت «قد صرتم إخوة».
بعد مرحلة تراجع حسان، توافت عليه فرسان العرب ورجالها من قبل الخليفة الاموي عبد الملك بن مروان. فكتب حسان كتابا إلى خالد بن يزيد يسأله عن أحوالهم، فرد خالد بن يزيد الكتاب وكتب في ظهره «إن البربر متفرقون، لا نظام لهم ولا رأي عندهم، فاطو المراحل، وجد في السير». فرحل حسان بن النعمان بجنوده إلى جبل أوراس حيث كانت الكاهنة. وقد نشبت معركة أخرى بين الكاهنة ديهيا وحسان بن النعمان في منطقة طبرقة بالقرب من جبال الأوراس فانهزمت فيها الكاهنة ديهيا.

### أصول الكاهنة
حول الأصول اليهودية للكاهنة يقول شلومو ساند وهو كاتب يهودي: «في 1933 سلوشتز وسع منشوراته، وأعج إدماجها على شكل كتاب بالعبرية، الكاهنة ديهيا أو الكاهنة يوديث، يحتوي العديد من المواد التاريخية موسومة بالرومانسية ومفصلة بالفلكلور والصور، قصص أحضرها سلوشتز من الكتب العربية والفرنسية التاريخية، يثبت بأن قبيلة الكاهنة، جراوة الشديدة من الأوراس، والتي يسميها 'جيرا' كانت قبيلة من عرق بني إسرائيل، هذه القبيلة قدت إلى المنطقة من ليبيا وكانت قبل ذلك في مصر، الكهان اليهود الذين قادوا القبيلة، قدموا إلى بلاد النيل في زمن حكم يوشع، وفي المنفى تحت حكم الفرعون نيخو، ديهيا كان اسم يهودي مستعار لامرأة اسمها 'يوديث'، وكانت حتما من عائلة رهبان، العادات اليهودية لم تسمح للمرأة أن تكون كاهنة، لكن وبحكم التأثير الكنعاني كان عظيما بينهم لوقتذاك، جيرا نصبتها كاهنة عليهم».
ولكن على العكس من ذلك يعترف المؤرخون المعاصرون بأنها كانت مسيحية، على النقيض من التقليد الذي يقول إنها كانت يهودية، وهو التقليد الذي تبناه بين آخرين ابن خلدون، ثم تبناه بعده العديد من المؤرخين الاستعماريين. تقدم المصادر القديمة العديد من الأدلة التي تشير إلى تنصير الكاهنة.
إلى جانب كتابات ابن خلدون عن الجراوة، وبشكل عام عن "أمازيغ شمال إفريقيا"، الذين كانوا جميعًا مسيحيين زمن الفتح الإسلامي، فإن ما يلفت الانتباه بشكل خاص هو نصٌّ للمالكي (القرن الحادي عشر): "كانت تحمل معها صنمًا خشبيًا ضخمًا تعبده". وقد طرح الطالبي فرضيةً معقولةً لوجود أيقونة مسيحية. وقد تكون أيضًا تمثالًا صغيرًا للعذراء. وبالنظر إلى ماضي الأوراس، من المنطقي أكثر اعتبار الكاهنة مسيحية.

### ٌقيل فيها
قال فيها ابن خلدون:
بينما يجمع المؤرخون العرب المسلمون الذين أرّخوا لها بمن فيهم ابن خلدون:
وقد قال المؤرخ ابن عبد الحكم:
قال المؤرخ ابن خلدون:
وقد قال المؤرخ الثعالبي عن ديهيا:

### استشهادات
1. ↑  ابن خلدون، كتاب العبر، الجزء السابع ص 11
2. ↑  كتاب العبر، الجزء السابع ص 11
3. ↑  الروض المعطار في خبر الأقطار ص66
4. ↑  مكان وفاتها [وصلة مكسورة] نسخة محفوظة 28 أبريل 2020 على موقع واي باك مشين.
5. ↑  الكتاب: ديوان المبتدأ والخبر في تاريخ العرب والبربر ومن عاصرهم من ذوي الشأن الأكبر المؤلف ابن خلدون (المتوفى: 808هـ)المحقق: خليل شحادة الناشر: دار الفكر، بيروت الطبعة: الثانية، 1408 هـ - 1988 م - ج6 ص143
6. 1 2  "Queen of the Desert: The Amazing Story of the Jewish Khaleesi from the Maghreb". Museum of the Jewish People (بالإنجليزية الأمريكية). 14 Oct 2018. Archived from the original on 2021-03-14. Retrieved 2021-04-05.
7. ↑  Naaim, El Houssaine (2 Feb 2015). "Amazigh Civilization: A Lesson in How to Treat Women". Morocco World News (بالإنجليزية الأمريكية). Archived from the original on 2021-02-23. Retrieved 2021-04-05.
8. ↑  "LC|nr 92033192". viaf.org. مؤرشف من الأصل في 2021-04-05. اطلع عليه بتاريخ 2021-04-05. {{استشهاد ويب}}: النص "nr%2092033192" تم تجاهله (مساعدة)
9. ↑  
عدد من المؤرخين وصفو الملكة ديهيا "بالكاهنة" لأنها حكيمة ونجد ابن خلدون نفسه يصفها حين يتحدث عن نسبها في كتاب العبر، الجزء السابع ص 11
10. ↑  بن عذارى ج1 ـ ص 36
11. ↑  الكتاب: ديوان المبتدأ والخبر في تاريخ العرب والبربر ومن عاصرهم من ذوي الشأن الأكبر المؤلف ابن خلدون (المتوفى: 808هـ)المحقق: خليل شحادة الناشر: دار الفكر، بيروت الطبعة: الثانية، 1408 هـ - 1988 م - ج7 ص12
12. ↑  بن عذارى ـ ج1 ـ ص 37.
13. ↑  طقُّوش، مُحمَّد سُهيل (1431هـ - 2010م). تاريخ الدولة الأُمويَّة (ط. السابعة). بيروت - لُبنان: دار النفائس. ص. 95. ISBN:9789953183978. {{استشهاد بكتاب}}: تحقق من التاريخ في: |سنة= (مساعدة)
14. ↑  Talbi, Mohammed. (1971). Un nouveau fragment de l'histoire de l'Occident musulman (62-196/682-812) : l'épopée d'al Kahina. (Cahiers de Tunisie vol. 19 p. 19-52). An important historiographical study.
15. ↑  جُشوا مارك. «الكاهنة». موقع موسوعة التاريخ القديم. نسخة محفوظة 26 سبتمبر 2019 على موقع واي باك مشين.
16. ↑  رياض النفوس، تحقيق حسين مؤنس ص:15-10
17. ↑  بن عذارى ج1 ص 37.
18. ↑  الكتاب: ديوان المبتدأ والخبر في تاريخ العرب والبربر ومن عاصرهم من ذوي الشأن الأكبر المؤلف ابن خلدون (المتوفى: 808هـ)المحقق: خليل شحادة الناشر: دار الفكر، بيروت الطبعة: الثانية، 1408 هـ - 1988 م - ج7 ص13
19. ↑  أبي بكر عبدالله بن محمد المالكي (1994). بشير البكوش؛ محمح العروسي المطوي (المحررون). رياض النفوس في طبقات علماء القيروان وإفريقية (ط. الثانية). دار الغرب الإسلامي. ج. 1. ص. 50–56. مؤرشف من الأصل في 2023-02-24.
20. 1 2 3  كتاب البيان المغرب في أخبار الأندلس والمغرب، احمد بن محمد العذاري،ج1 ص63
21. ↑  بن عذارى ج1 ـ ص 37.
22. ↑  كتاب البيان المغربي في اختصار اخبار ملوك الاندلس والمغرب، احمد بن محمد العذاري،ج1 ص64
23. ↑  M. Th. Houtsma (1993). E. J. Brill's First Encyclopaedia of Islam, 1913-1936, Volume 4. BRILL. ص. 626. ISBN:9789004097902. مؤرشف من الأصل في 2020-01-23.
24. ↑  ،The invention of the jewish people, Shlomo Sand p 204
25. ↑  Modéran, Yves (2003). Chapitre 18. Les Botr, les Branès, et le monde berbère au viie siècle. Bibliothèque des Écoles françaises d’Athènes et de Rome (بالفرنسية). Rome: Publications de l’École française de Rome. pp. 761–810. ISBN:978-2-7283-1003-6. Archived from the original on 2025-02-07.
26. ↑  Hannoum، Abdelmajid (1999). "Historiographie et légende au Maghreb : la Kâhina ou la production d'une mémoire". Annales. ج. 54 ع. 3: 667–686. DOI:10.3406/ahess.1999.279771. مؤرشف من الأصل في 2024-02-20.

### ببليوغرافيا
- الثعالبي. تاريخ شمال أفريقيا طبعة 1987، ص. 77
- عائشة كنتوري. الكاهنة المقاومة الجزائرية، ص. 155